# Dusty Rhodes Tag Team Classic
El Dusty Rhodes Tag Team Team Classic es un torneo anual de lucha libre en parejas, producido por la WWE en su marca NXT.

## Historia
En NXT TakeOver: Brooklyn, el Gerente General William Regal anunció que se crearía un torneo por equipos, el cual fue denominado como "Dusty Rhodes Tag Team Classic" en honor al luchador, productor y entrenador de NXT, y miembro del WWE Salón de la Fama Dusty Rhodes, quien había fallecido meses antes. Este torneo culminaría en NXT TakeOver: Respect con sus primeros ganadores: Finn Bálor y Samoa Joe.
El 15 de septiembre en NXT, William Regal anunció la segunda versión del Dusty Rhodes Tag Team Classic el cual, se caracterizó por los componentes de parejas dentro del torneo (luchadores pertenecientes al roster de NXT y otros que provienen de las otras marcas (Raw, SmackDown, 205 Live y NXT UK).
El 7 de enero de 2021, WIlliam Regal anunció la versión femenina del torneo, donde sus primeras ganadoras fueron Dakota Kai y Raquel González. En contraparte de su versión masculina, las ganadoras obtienen la oportunidad de ser retadoras al Campeonato Femenino en Parejas de la WWE aunque posteriormente, cambió por el Campeonato Femenino en Parejas de NXT.
El 10 de octubre de 2023, Cody Rhodes (en calidad de GM invitado) anunció el torneo el cual comenzaría el 9 de enero de 2024, con 8 parejas. Debido a que el título fuese unificado en favor del Campeonato en Parejas de la WWE, el torneo en su versión femenina fue descontinuado.

## Diseño
El diseño consta de un trofeo plateado con una base de cuatro soportes del mismo color. Bajo todo esto, está un cubo vitrificado donde se encuentra una réplica metálica de las botas de lucha libre estilo texanas que Dusty Rhodes usaba.

## Fechas y lugares
| N.º | Evento                     | Fecha                   | Ciudad                               | Lugar                | Ganadores                                      |
| --- | -------------------------- | ----------------------- | ------------------------------------ | -------------------- | ---------------------------------------------- |
| 1   | NXT TakeOver: Respect      | 7 de octubre de 2015    | Winter Park, Florida, Estados Unidos | Full Sail University | Finn Bálor & Samoa Joe                         |
| 2   | NXT TakeOver: Toronto      | 19 de noviembre de 2016 | Toronto, Ontario, Canadá             | Air Canada Centre    | Authors of Pain (Akam & Rezar)                 |
| 3   | NXT TakeOver: New Orleans  | 7 de abril de 2018      | Nueva Orleans, Luisiana              | Smoothie King Center | The Undisputed Era (Adam Cole & Kyle O'Reilly) |
| 4   | NXT                        | 13 de marzo de 2019     | Winter Park, Florida                 | Full Sail University | Aliester Black & Ricochet                      |
| 5   | NXT                        | 29 de enero de 2020     | Winter Park, Florida                 | Full Sail University | The BroserWeights (Matt Riddle & Pete Dunne)   |
| 6   | NXT TakeOver: Vengance Day | 14 de febrero de 2021   | Orlando, Florida                     | Performance Center   | MSK (Wes Lee & Nash Carter)                    |
| 6   | NXT TakeOver: Vengance Day | 14 de febrero de 2021   | Orlando, Florida                     | Performance Center   | Dakota Kai & Raquel González                   |
| 7   | NXT Vengeance Day          | 15 de febrero de 2022   | Orlando, Florida                     | Performance Center   | The Creed Brothers (Brutus & Julius)           |
| 7   | NXT 2.0                    | 22 de marzo de 2022     | Orlando, Florida                     | Performance Center   | Alba Fyre e Io Shirai                          |

## Torneo y ganadores

### 2015
|  | Octavos de final                                | Octavos de final                           |                           |       | Cuartos de final | Cuartos de final |  |  | Semifinales | Semifinales |  |  | Final | Final |
|  |                                                 |                                            |                           |       |                  |                  |  |  |             |             |  |  |       |       |
|  |                                                 |                                            |                           |       |                  |                  |  |  |             |             |  |  |       |       |
|  |                                                 |                                            |                           |       |                  |                  |  |  |             |             |  |  |       |       |
|  |                                                 |                                            |                           |       |                  |                  |  |  |             |             |  |  |       |       |
|  | Enzo Amore & Colin Cassady                      | Pin                                        |                           |       |                  |                  |  |  |             |             |  |  |       |       |
|  | Enzo Amore & Colin Cassady                      | Pin                                        |                           |       |                  |                  |  |  |             |             |  |  |       |       |
|  | Angelo Dawkins y Sawyer Fulton                  |                                            |                           |       |                  |                  |  |  |             |             |  |  |       |       |
|  | Enzo Amore & Colin Cassady                      | 9:13                                       |                           |       |                  |                  |  |  |             |             |  |  |       |       |
|  | Enzo Amore & Colin Cassady                      | 9:13                                       |                           |       |                  |                  |  |  |             |             |  |  |       |       |
|  |                                                 | Finn Bálor y Samoa Joe                     | Pin                       |       |                  |                  |  |  |             |             |  |  |       |       |
|  | Finn Bálor y Samoa Joe                          | Finn Bálor y Samoa Joe                     | Pin                       | Pin   |                  |                  |  |  |             |             |  |  |       |       |
|  | Finn Bálor y Samoa Joe                          |                                            |                           | Pin   |                  |                  |  |  |             |             |  |  |       |       |
|  | The Lucha Dragons (Sin Cara y Kalisto)          | 8:30                                       |                           |       |                  |                  |  |  |             |             |  |  |       |       |
|  | The Lucha Dragons (Sin Cara y Kalisto)          | 8:30                                       | Finn Bálor y Samoa Joe    | Pin   |                  |                  |  |  |             |             |  |  |       |       |
|  |                                                 |                                            |                           | Pin   |                  |                  |  |  |             |             |  |  |       |       |
|  |                                                 | The Mechanics (Dash Wilder y Scott Dawson) | 9:05                      |       |                  |                  |  |  |             |             |  |  |       |       |
|  | The Vaudevillains (Aiden English y Simon Gotch) | The Mechanics (Dash Wilder y Scott Dawson) | 9:05                      | Pin   |                  |                  |  |  |             |             |  |  |       |       |
|  | The Vaudevillains (Aiden English y Simon Gotch) |                                            |                           | Pin   |                  |                  |  |  |             |             |  |  |       |       |
|  | Blake & Murphy                                  |                                            |                           |       |                  |                  |  |  |             |             |  |  |       |       |
|  | The Vaudevillains (Aiden English y Simon Gotch) | 12:25                                      |                           |       |                  |                  |  |  |             |             |  |  |       |       |
|  | The Vaudevillains (Aiden English y Simon Gotch) | 12:25                                      |                           |       |                  |                  |  |  |             |             |  |  |       |       |
|  |                                                 | The Mechanics (Dash Wilder y Scott Dawson) | Pin                       |       |                  |                  |  |  |             |             |  |  |       |       |
|  | The Mechanics (Dash Wilder y Scott Dawson)      | The Mechanics (Dash Wilder y Scott Dawson) | Pin                       | Pin   |                  |                  |  |  |             |             |  |  |       |       |
|  | The Mechanics (Dash Wilder y Scott Dawson)      |                                            |                           | Pin   |                  |                  |  |  |             |             |  |  |       |       |
|  | Tucker Knight y Elias Samson                    |                                            |                           |       |                  |                  |  |  |             |             |  |  |       |       |
|  | Finn Bálor y Samoa Joe                          | Pin                                        |                           |       |                  |                  |  |  |             |             |  |  |       |       |
|  | Finn Bálor y Samoa Joe                          | Pin                                        |                           |       |                  |                  |  |  |             |             |  |  |       |       |
|  |                                                 | Baron Corbin y Rhyno                       | 11:10                     |       |                  |                  |  |  |             |             |  |  |       |       |
|  | The Hype Bros (Mojo Rawley y Zack Ryder)        | Baron Corbin y Rhyno                       | 11:10                     | Pin   |                  |                  |  |  |             |             |  |  |       |       |
|  | The Hype Bros (Mojo Rawley y Zack Ryder)        |                                            |                           | Pin   |                  |                  |  |  |             |             |  |  |       |       |
|  | Noah Kekoa y Alexander Wolfe                    |                                            |                           |       |                  |                  |  |  |             |             |  |  |       |       |
|  | The Hype Bros (Mojo Rawley y Zack Ryder)        | 22:03                                      |                           |       |                  |                  |  |  |             |             |  |  |       |       |
|  | The Hype Bros (Mojo Rawley y Zack Ryder)        | 22:03                                      |                           |       |                  |                  |  |  |             |             |  |  |       |       |
|  |                                                 | Jason Jordan y Chad Gable                  | Pin                       |       |                  |                  |  |  |             |             |  |  |       |       |
|  | Jason Jordan y Chad Gable                       | Jason Jordan y Chad Gable                  | Pin                       | Pin   |                  |                  |  |  |             |             |  |  |       |       |
|  | Jason Jordan y Chad Gable                       |                                            |                           | Pin   |                  |                  |  |  |             |             |  |  |       |       |
|  | Neville y Solomon Crowe                         | 9:40                                       |                           |       |                  |                  |  |  |             |             |  |  |       |       |
|  | Neville y Solomon Crowe                         | 9:40                                       | Jason Jordan y Chad Gable | 10:28 |                  |                  |  |  |             |             |  |  |       |       |
|  |                                                 |                                            |                           | 10:28 |                  |                  |  |  |             |             |  |  |       |       |
|  |                                                 | Baron Corbin y Rhyno                       | Pin                       |       |                  |                  |  |  |             |             |  |  |       |       |
|  | Baron Corbin y Rhyno                            | Baron Corbin y Rhyno                       | Pin                       | Pin   |                  |                  |  |  |             |             |  |  |       |       |
|  | Baron Corbin y Rhyno                            |                                            |                           | Pin   |                  |                  |  |  |             |             |  |  |       |       |
|  | The Ascension (Konnor y Viktor)                 | 5:38                                       |                           |       |                  |                  |  |  |             |             |  |  |       |       |
|  | The Ascension (Konnor y Viktor)                 | 5:38                                       | Baron Corbin y Rhyno      | Pin   |                  |                  |  |  |             |             |  |  |       |       |
|  |                                                 |                                            |                           | Pin   |                  |                  |  |  |             |             |  |  |       |       |
|  |                                                 | Johnny Gargano y Tommaso Ciampa            | 8:04                      |       |                  |                  |  |  |             |             |  |  |       |       |
|  | Johnny Gargano y Tommaso Ciampa                 | Johnny Gargano y Tommaso Ciampa            | 8:04                      | Pin   |                  |                  |  |  |             |             |  |  |       |       |
|  | Johnny Gargano y Tommaso Ciampa                 |                                            |                           | Pin   |                  |                  |  |  |             |             |  |  |       |       |
|  | Tyler Breeze y Bull Dempsey                     | 6:30                                       |                           |       |                  |                  |  |  |             |             |  |  |       |       |
|  | Tyler Breeze y Bull Dempsey                     | 6:30                                       |                           |       |                  |                  |  |  |             |             |  |  |       |       |

### 2016

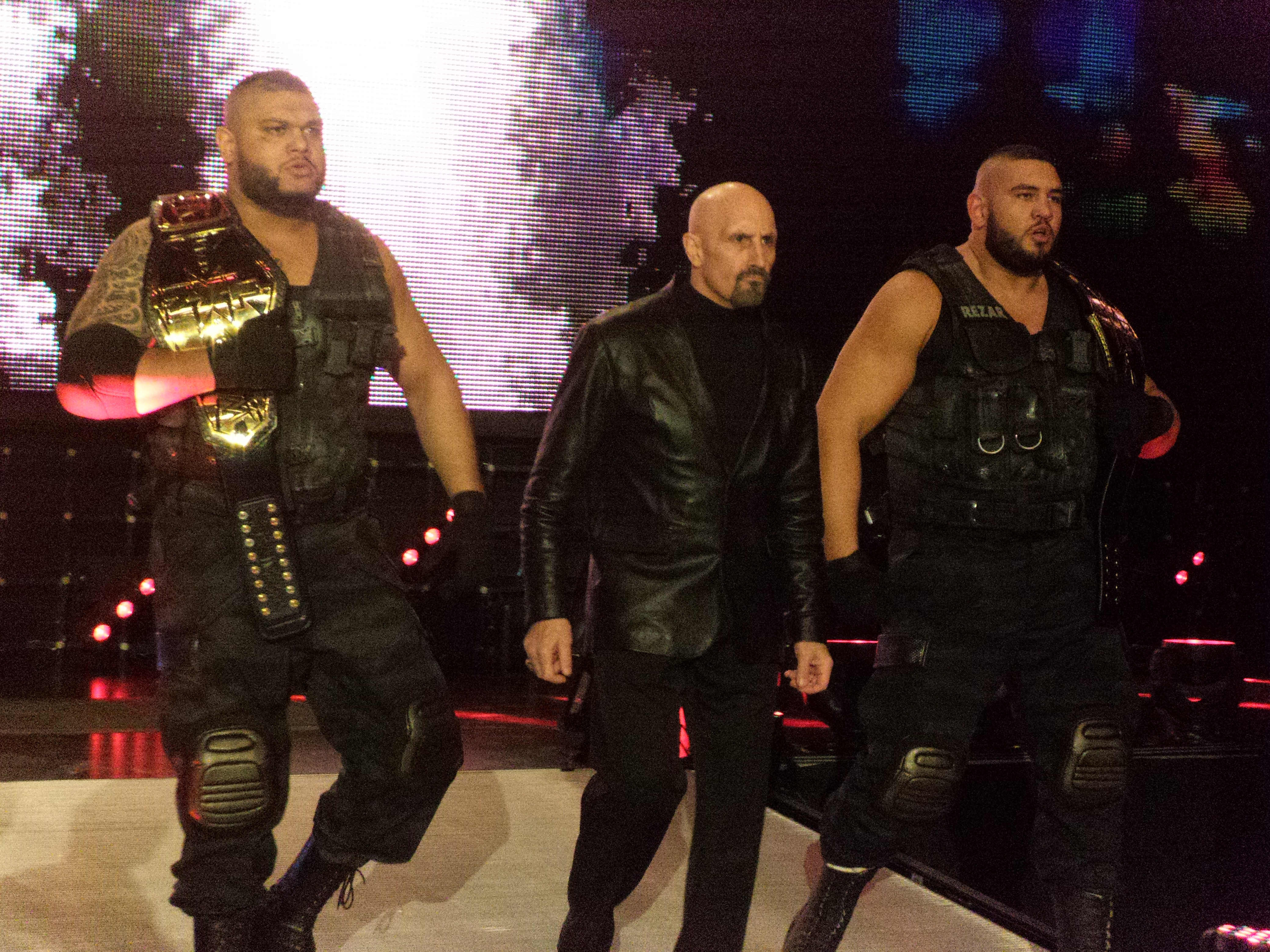
Authors of Pain
(Akam & Rezar)

La edición 2016 del torneo contó con la participación de luchadores que fueron parte del Cruiserweight Classic de WWE.
|  | Octavos de final                               | Octavos de final                         |                                    |     | Cuartos de final | Cuartos de final |  |  | Semifinales | Semifinales |  |  | Final | Final |
|  |                                                |                                          |                                    |     |                  |                  |  |  |             |             |  |  |       |       |
|  |                                                |                                          |                                    |     |                  |                  |  |  |             |             |  |  |       |       |
|  |                                                |                                          |                                    |     |                  |                  |  |  |             |             |  |  |       |       |
|  |                                                |                                          |                                    |     |                  |                  |  |  |             |             |  |  |       |       |
|  | TM-61 (Nick Miller y Shane Thorne)             | Pin                                      |                                    |     |                  |                  |  |  |             |             |  |  |       |       |
|  | TM-61 (Nick Miller y Shane Thorne)             | Pin                                      |                                    |     |                  |                  |  |  |             |             |  |  |       |       |
|  | Tino Sabbatelli y Riddick Moss                 |                                          |                                    |     |                  |                  |  |  |             |             |  |  |       |       |
|  | TM-61 (Nick Miller y Shane Thorne)             | Pin                                      |                                    |     |                  |                  |  |  |             |             |  |  |       |       |
|  | TM-61 (Nick Miller y Shane Thorne)             | Pin                                      |                                    |     |                  |                  |  |  |             |             |  |  |       |       |
|  |                                                | Austin Aries y Roderick Strong           |                                    |     |                  |                  |  |  |             |             |  |  |       |       |
|  | Austin Aries y Roderick Strong                 | Pin                                      |                                    |     |                  |                  |  |  |             |             |  |  |       |       |
|  | Austin Aries y Roderick Strong                 | Pin                                      |                                    |     |                  |                  |  |  |             |             |  |  |       |       |
|  | Heavy Machinery (Tucker Knight y Otis Dozovic) |                                          |                                    |     |                  |                  |  |  |             |             |  |  |       |       |
|  | TM-61 (Nick Miller y Shane Thorne)             | Pin                                      |                                    |     |                  |                  |  |  |             |             |  |  |       |       |
|  | TM-61 (Nick Miller y Shane Thorne)             | Pin                                      |                                    |     |                  |                  |  |  |             |             |  |  |       |       |
|  |                                                | SAni†Y (Alexander Wolfe y Sawyer Fulton) | 5:42                               |     |                  |                  |  |  |             |             |  |  |       |       |
|  | SAni†Y (Alexander Wolfe y Sawyer Fulton)       | SAni†Y (Alexander Wolfe y Sawyer Fulton) | 5:42                               | Pin |                  |                  |  |  |             |             |  |  |       |       |
|  | SAni†Y (Alexander Wolfe y Sawyer Fulton)       |                                          |                                    | Pin |                  |                  |  |  |             |             |  |  |       |       |
|  | Glorious 10 (Bobby Roode y Tye Dillinger)      |                                          |                                    |     |                  |                  |  |  |             |             |  |  |       |       |
|  | SAni†Y (Alexander Wolfe y Sawyer Fulton)       | Pin                                      |                                    |     |                  |                  |  |  |             |             |  |  |       |       |
|  | SAni†Y (Alexander Wolfe y Sawyer Fulton)       | Pin                                      |                                    |     |                  |                  |  |  |             |             |  |  |       |       |
|  |                                                | T.J. Perkins y Kota Ibushi               |                                    |     |                  |                  |  |  |             |             |  |  |       |       |
|  | T.J. Perkins y Kota Ibushi                     | Sub                                      |                                    |     |                  |                  |  |  |             |             |  |  |       |       |
|  | T.J. Perkins y Kota Ibushi                     | Sub                                      |                                    |     |                  |                  |  |  |             |             |  |  |       |       |
|  | Lince Dorado y Mustafa Ali                     |                                          |                                    |     |                  |                  |  |  |             |             |  |  |       |       |
|  | TM-61 (Nick Miller y Shane Thorne)             | 8:20                                     |                                    |     |                  |                  |  |  |             |             |  |  |       |       |
|  | TM-61 (Nick Miller y Shane Thorne)             | 8:20                                     |                                    |     |                  |                  |  |  |             |             |  |  |       |       |
|  |                                                | The Authors of Pain (Akam y Rezar)       | Pin                                |     |                  |                  |  |  |             |             |  |  |       |       |
|  | Authors of Pain (Akam y Rezar)                 | The Authors of Pain (Akam y Rezar)       | Pin                                | Pin |                  |                  |  |  |             |             |  |  |       |       |
|  | Authors of Pain (Akam y Rezar)                 |                                          |                                    | Pin |                  |                  |  |  |             |             |  |  |       |       |
|  | The Bollywood Boyz (Gurv Sihra y Harv Sihra)   |                                          |                                    |     |                  |                  |  |  |             |             |  |  |       |       |
|  | The Authors of Pain (Akam y Rezar)             | Pin                                      |                                    |     |                  |                  |  |  |             |             |  |  |       |       |
|  | The Authors of Pain (Akam y Rezar)             | Pin                                      |                                    |     |                  |                  |  |  |             |             |  |  |       |       |
|  |                                                | No Way Jose y Rich Swann                 |                                    |     |                  |                  |  |  |             |             |  |  |       |       |
|  | Tony Nese y Drew Gulak                         |                                          |                                    |     |                  |                  |  |  |             |             |  |  |       |       |
|  |                                                |                                          |                                    |     |                  |                  |  |  |             |             |  |  |       |       |
|  | No Way Jose y Rich Swann                       | Pin                                      |                                    |     |                  |                  |  |  |             |             |  |  |       |       |
|  | No Way Jose y Rich Swann                       | Pin                                      | The Authors of Pain (Akam y Rezar) | Pin |                  |                  |  |  |             |             |  |  |       |       |
|  |                                                |                                          |                                    | Pin |                  |                  |  |  |             |             |  |  |       |       |
|  |                                                | #DIY (Johnny Gargano y Tommaso Ciampa)   | 10:26                              |     |                  |                  |  |  |             |             |  |  |       |       |
|  | The Revival (Dash Wilder y Scott Dawson)       | #DIY (Johnny Gargano y Tommaso Ciampa)   | 10:26                              | Pin |                  |                  |  |  |             |             |  |  |       |       |
|  | The Revival (Dash Wilder y Scott Dawson)       |                                          |                                    | Pin |                  |                  |  |  |             |             |  |  |       |       |
|  | Cedric Alexander y Andrade "Cien" Almas        |                                          |                                    |     |                  |                  |  |  |             |             |  |  |       |       |
|  | The Revival (Dash Wilder y Scott Dawson)       |                                          |                                    |     |                  |                  |  |  |             |             |  |  |       |       |
|  |                                                |                                          |                                    |     |                  |                  |  |  |             |             |  |  |       |       |
|  |                                                | #DIY (Johnny Gargano y Tommaso Ciampa)   | Forfeit                            |     |                  |                  |  |  |             |             |  |  |       |       |
|  | #DIY (Johnny Gargano y Tommaso Ciampa)         | #DIY (Johnny Gargano y Tommaso Ciampa)   | Forfeit                            | Pin |                  |                  |  |  |             |             |  |  |       |       |
|  | #DIY (Johnny Gargano y Tommaso Ciampa)         |                                          |                                    | Pin |                  |                  |  |  |             |             |  |  |       |       |
|  | Ho Ho Lun y Tian Bing                          |                                          |                                    |     |                  |                  |  |  |             |             |  |  |       |       |
|  |                                                |                                          |                                    |     |                  |                  |  |  |             |             |  |  |       |       |

1. ↑  Debido a que Austin Aries estaba incapacitado para competir, el pase a la semifinal se decidió en un singles match entre Shane Thorne y Roderick Strong, el cual ganó Thorne.
2. ↑  En realidad, Bobby Roode y Tye Dillinger no fueron derrotados como equipo. Durante la lucha, Roode nunca ingresó al ring y abandonó a Dillinger para luego ser derrotado por Fulton y Wolfe.
3. ↑  Originalmente, Hideo Itami formaba equipo con Kota Ibushi pero debido a una lesión en el cuello, fue reemplazado por T.J. Perkins.
4. ↑  Durante la final del DRTTC 2016, Paul Ellering (mánager de The Authors of Pain), estaba suspendido en una jaula mientras sus representados Akam y Rezar luchaban contra TM-61.
5. ↑  The Revival (Dash y Dawson) fueron retirados del torneo debido a una lesión de Dawson por lo que #DIY (Johnny Gargano y Tommaso Ciampa) avanzarían a la siguiente fase en reemplazo de ellos.

### 2018

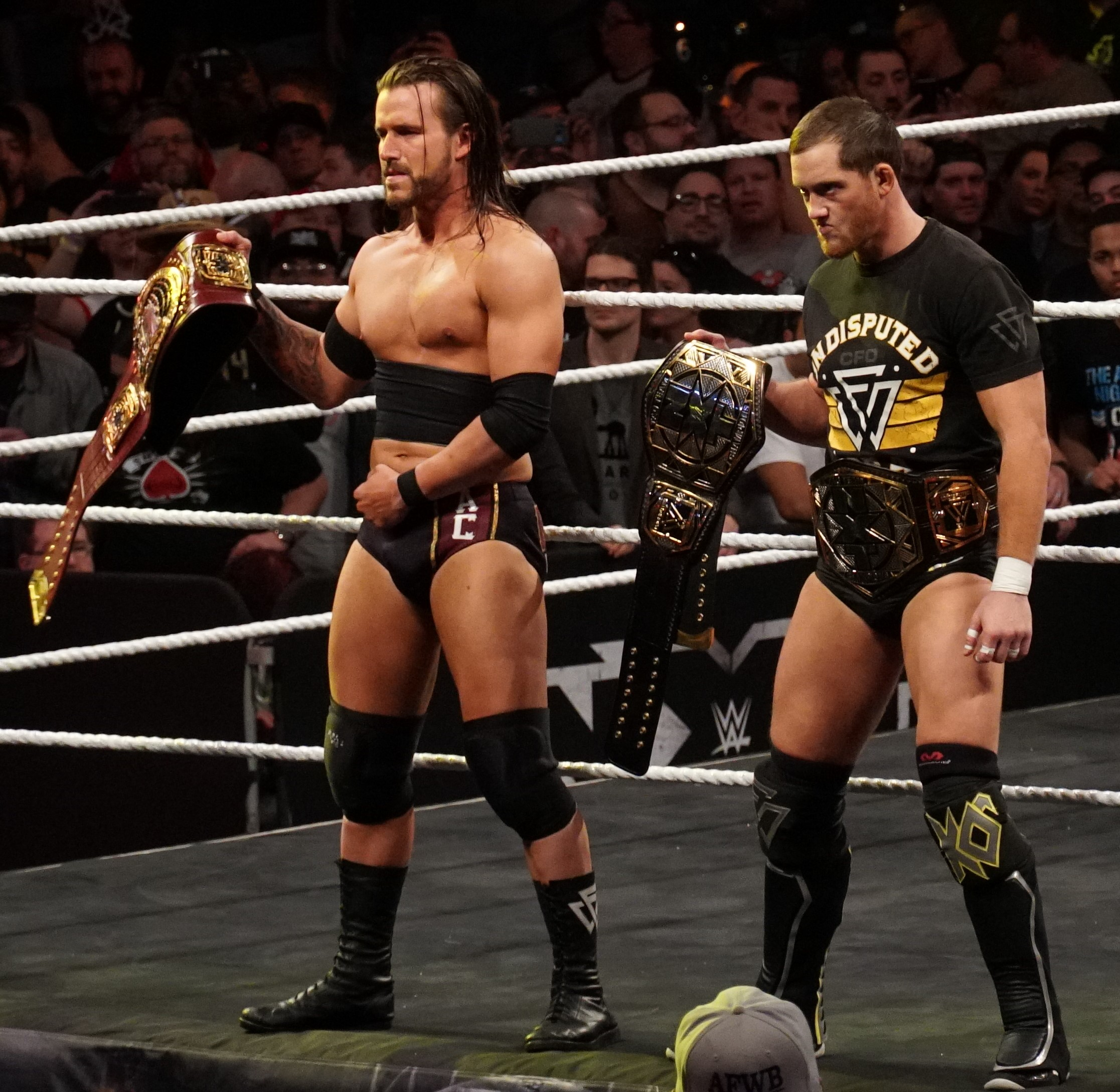
The Undisputed Era (Adam Cole y Kyle O'Reilly)

La edición 2018 del torneo se caracterizó sólo contar con ocho parejas participantes pero por sobre todo por la última fase, donde las dos parejas finalistas del torneo se enfrentarían a los Campeones en Parejas de NXT en un Triple Threat Match, donde la pareja ganadora no sólo sería ganador del torneo sino también ganaría el Campeonato en Parejas de NXT.
|  | Cuartos de final                               | Cuartos de final |                                                |                    | Semifinales                        | Semifinales                        |  |                     | Final                         | Final                         |  |                                                  | Final definitiva NXT TakeOver: New Orleans | Final definitiva NXT TakeOver: New Orleans |  |
|  |                                                |                  |                                                |                    | NXT emitido el 28 de marzo de 2018 | NXT emitido el 28 de marzo de 2018 |  |                     | emitido el 4 de abril de 2018 | emitido el 4 de abril de 2018 |  |                                                  | 7 de abril de 2018                         | 7 de abril de 2018                         |  |
|  |                                                |                  |                                                |                    |                                    |                                    |  |                     |                               |                               |  |                                                  |                                            |                                            |  |
|  |                                                |                  |                                                |                    |                                    |                                    |  |                     |                               |                               |  |                                                  |                                            |                                            |  |
|  | Street Profits (Angelo Dawkins & Montez Ford)  | Pin              |                                                |                    |                                    |                                    |  |                     |                               |                               |  |                                                  |                                            |                                            |  |
|  | Street Profits (Angelo Dawkins & Montez Ford)  | Pin              |                                                |                    |                                    |                                    |  |                     |                               |                               |  |                                                  |                                            |                                            |  |
|  | Heavy Machinery (Otis Dozovic & Tucker Knight) | 3:39             |                                                |                    |                                    |                                    |  |                     |                               |                               |  |                                                  |                                            |                                            |  |
|  | Heavy Machinery (Otis Dozovic & Tucker Knight) | 3:39             |                                                | The Street Profits | 2:30                               |                                    |  |                     |                               |                               |  |                                                  |                                            |                                            |  |
|  |                                                |                  |                                                | The Street Profits | 2:30                               |                                    |  |                     |                               |                               |  |                                                  |                                            |                                            |  |
|  |                                                |                  | The Authors of Pain                            | Pin                |                                    |                                    |  |                     |                               |                               |  |                                                  |                                            |                                            |  |
|  | TM-61 (Nick Miller & Shane Thorne)             | 7:31             | The Authors of Pain                            | Pin                |                                    |                                    |  |                     |                               |                               |  |                                                  |                                            |                                            |  |
|  | TM-61 (Nick Miller & Shane Thorne)             | 7:31             |                                                |                    |                                    |                                    |  |                     |                               |                               |  |                                                  |                                            |                                            |  |
|  | The Authors of Pain (Akam & Rezar)             | Pin              |                                                |                    |                                    |                                    |  |                     |                               |                               |  |                                                  |                                            |                                            |  |
|  | The Authors of Pain (Akam & Rezar)             | Pin              |                                                |                    |                                    |                                    |  | The Authors of Pain | 8:06 N/A                      |                               |  |                                                  |                                            |                                            |  |
|  |                                                |                  |                                                |                    |                                    |                                    |  | The Authors of Pain | 8:06 N/A                      |                               |  |                                                  |                                            |                                            |  |
|  |                                                |                  | Pete Dunne & Roderick Strong                   | 8:06 N/A           |                                    |                                    |  |                     |                               |                               |  |                                                  |                                            |                                            |  |
|  | Riddick Moss & Tino Sabbatelli                 | 3:42             | Pete Dunne & Roderick Strong                   | 8:06 N/A           |                                    |                                    |  |                     |                               |                               |  |                                                  |                                            |                                            |  |
|  | Riddick Moss & Tino Sabbatelli                 | 3:42             |                                                |                    |                                    |                                    |  |                     |                               |                               |  |                                                  |                                            |                                            |  |
|  | SAni†Y (Alexander Wolfe & Eric Young)          | Pin              |                                                |                    |                                    |                                    |  |                     |                               |                               |  |                                                  |                                            |                                            |  |
|  | SAni†Y (Alexander Wolfe & Eric Young)          | Pin              |                                                | SAni†Y             | 8:34                               |                                    |  |                     |                               |                               |  |                                                  |                                            |                                            |  |
|  |                                                |                  |                                                | SAni†Y             | 8:34                               |                                    |  |                     |                               |                               |  |                                                  |                                            |                                            |  |
|  |                                                |                  | Pete Dunne & Roderick Strong                   | Pin                |                                    |                                    |  |                     |                               |                               |  |                                                  |                                            |                                            |  |
|  | Danny Burch & Oney Lorcan                      | 7:14             | Pete Dunne & Roderick Strong                   | Pin                |                                    |                                    |  |                     |                               |                               |  |                                                  |                                            |                                            |  |
|  | Danny Burch & Oney Lorcan                      | 7:14             |                                                |                    |                                    |                                    |  |                     |                               |                               |  |                                                  |                                            |                                            |  |
|  | Pete Dunne & Roderick Strong                   | Pin              |                                                |                    |                                    |                                    |  |                     |                               |                               |  |                                                  |                                            |                                            |  |
|  | Pete Dunne & Roderick Strong                   | Pin              |                                                |                    |                                    |                                    |  |                     |                               |                               |  | The Authors of Pain Pete Dunne & Roderick Strong | 11:38                                      |                                            |  |
|  |                                                |                  |                                                |                    |                                    |                                    |  |                     |                               |                               |  | The Authors of Pain Pete Dunne & Roderick Strong | 11:38                                      |                                            |  |
|  |                                                |                  | The Undisputed Era (Adam Cole & Kyle O'Reilly) | Pin                |                                    |                                    |  |                     |                               |                               |  |                                                  |                                            |                                            |  |
|  |                                                |                  | The Undisputed Era (Adam Cole & Kyle O'Reilly) | Pin                |                                    |                                    |  |                     |                               |                               |  |                                                  |                                            |                                            |  |
|  |                                                |                  |                                                |                    |                                    |                                    |  |                     |                               |                               |  |                                                  |                                            |                                            |  |
|  |                                                |                  |                                                |                    |                                    |                                    |  |                     |                               |                               |  |                                                  |                                            |                                            |  |
|  |                                                |                  |                                                |                    |                                    |                                    |  |                     |                               |                               |  |                                                  |                                            |                                            |  |
|  |                                                |                  |                                                |                    |                                    |                                    |  |                     |                               |                               |  |                                                  |                                            |                                            |  |
|  |                                                |                  |                                                |                    |                                    |                                    |  |                     |                               |                               |  |                                                  |                                            |                                            |  |
|  |                                                |                  |                                                |                    |                                    |                                    |  |                     |                               |                               |  |                                                  |                                            |                                            |  |
|  |                                                |                  |                                                |                    |                                    |                                    |  |                     |                               |                               |  |                                                  |                                            |                                            |  |
|  |                                                |                  |                                                |                    |                                    |                                    |  |                     |                               |                               |  |                                                  |                                            |                                            |  |
|  |                                                |                  |                                                |                    |                                    |                                    |  |                     |                               |                               |  |                                                  |                                            |                                            |  |
|  |                                                |                  |                                                |                    |                                    |                                    |  |                     |                               |                               |  |                                                  |                                            |                                            |  |
|  |                                                |                  |                                                |                    |                                    |                                    |  |                     |                               |                               |  |                                                  |                                            |                                            |  |
|  |                                                |                  |                                                |                    |                                    |                                    |  |                     |                               |                               |  |                                                  |                                            |                                            |  |
|  |                                                |                  |                                                |                    |                                    |                                    |  |                     |                               |                               |  |                                                  |                                            |                                            |  |
|  |                                                |                  |                                                |                    |                                    |                                    |  |                     |                               |                               |  |                                                  |                                            |                                            |  |
|  |                                                |                  |                                                |                    |                                    |                                    |  |                     |                               |                               |  |                                                  |                                            |                                            |  |
|  |                                                |                  |                                                |                    |                                    |                                    |  |                     |                               |                               |  |                                                  |                                            |                                            |  |
|  |                                                |                  |                                                |                    |                                    |                                    |  |                     |                               |                               |  |                                                  |                                            |                                            |  |
|  |                                                |                  |                                                |                    |                                    |                                    |  |                     |                               |                               |  |                                                  |                                            |                                            |  |
|  |                                                |                  |                                                |                    |                                    |                                    |  |                     |                               |                               |  |                                                  |                                            |                                            |  |
|  |                                                |                  |                                                |                    |                                    |                                    |  |                     |                               |                               |  |                                                  |                                            |                                            |  |
|  |                                                |                  |                                                |                    |                                    |                                    |  |                     |                               |                               |  |                                                  |                                            |                                            |  |
|  |                                                |                  |                                                |                    |                                    |                                    |  |                     |                               |                               |  |                                                  |                                            |                                            |  |

1. ↑  Debido al final del torneo, The Undisputed Era logró retener los Campeonatos en Parejas de NXT y ganar el torneo
2. ↑  Inicialmente, se disputaría la final del torneo entre Authors of Pain y Dunne & Strong pero debido a la rivalidad existente entre The Undisputed Era y Dunne & Strong, fue que se determinó un Triple Threat Match entre los tres equipos, donde el equipo ganador no sólo tendría el trofeo del DRTTG sino que también ganarían los Campeonatos en Parejas de NXT
3. ↑  Originalmente, Tyler Bate y Trent Seven iban formar parte del torneo pero debido a una lesión de Bate, fueron reemplazados por Dunne y Strong

### 2019
La edición 2019 del torneo se caracterizó por contar nuevamente con ocho parejas participantes donde la pareja ganadora del torneo se enfrentarían a los Campeones en Parejas de NXT en NXT TakeOver: New York. Esta es la primera vez que el torneo se desarrolló completamente en los programas de NXT.
|  | Cuartos de final                                 | Cuartos de final              |                           |                    | Semifinales                    | Semifinales                    |  |                    | Final                          | Final                          |  |
|  | Emitido el 6 de marzo de 2019                    | Emitido el 6 de marzo de 2019 |                           |                    | Emitido el 13 de marzo de 2019 | Emitido el 13 de marzo de 2019 |  |                    | Emitido el 14 de marzo de 2019 | Emitido el 14 de marzo de 2019 |  |
|  |                                                  |                               |                           |                    |                                |                                |  |                    |                                |                                |  |
|  |                                                  |                               |                           |                    |                                |                                |  |                    |                                |                                |  |
|  | Moustache Mountain (Tyler Bate & Trent Seven)    | Pin                           |                           |                    |                                |                                |  |                    |                                |                                |  |
|  | Moustache Mountain (Tyler Bate & Trent Seven)    | Pin                           |                           |                    |                                |                                |  |                    |                                |                                |  |
|  | Street Profits (Angelo Dawkins & Montez Ford)    | 7:22                          |                           |                    |                                |                                |  |                    |                                |                                |  |
|  | Street Profits (Angelo Dawkins & Montez Ford)    | 7:22                          |                           | Moustache Mountain | 9:38                           |                                |  |                    |                                |                                |  |
|  |                                                  |                               |                           | Moustache Mountain | 9:38                           |                                |  |                    |                                |                                |  |
|  |                                                  |                               | The Forgotten Sons        | Pin                |                                |                                |  |                    |                                |                                |  |
|  | Danny Burch & Oney Lorcan                        | 8:23                          | The Forgotten Sons        | Pin                |                                |                                |  |                    |                                |                                |  |
|  | Danny Burch & Oney Lorcan                        | 8:23                          |                           |                    |                                |                                |  |                    |                                |                                |  |
|  | The Forgotten Sons (Steve Cutler & Wesley Blake) | Pin                           |                           |                    |                                |                                |  |                    |                                |                                |  |
|  | The Forgotten Sons (Steve Cutler & Wesley Blake) | Pin                           |                           |                    |                                |                                |  | The Forgotten Sons | 14:24                          |                                |  |
|  |                                                  |                               |                           |                    |                                |                                |  | The Forgotten Sons | 14:24                          |                                |  |
|  |                                                  |                               | Aleister Black & Ricochet | Pin                |                                |                                |  |                    |                                |                                |  |
|  | #DIY (Tommaso Ciampa & Johnny Gargano)           | Pin                           | Aleister Black & Ricochet | Pin                |                                |                                |  |                    |                                |                                |  |
|  | #DIY (Tommaso Ciampa & Johnny Gargano)           | Pin                           |                           |                    |                                |                                |  |                    |                                |                                |  |
|  | The Undisputed Era (Bobby Fish & Kyle O'Reilly)  | 14:01                         |                           |                    |                                |                                |  |                    |                                |                                |  |
|  | The Undisputed Era (Bobby Fish & Kyle O'Reilly)  | 14:01                         |                           | #DIY               | 13:27                          |                                |  |                    |                                |                                |  |
|  |                                                  |                               |                           | #DIY               | 13:27                          |                                |  |                    |                                |                                |  |
|  |                                                  |                               | Aleister Black & Ricochet | Pin                |                                |                                |  |                    |                                |                                |  |
|  | Aleister Black & Ricochet                        | Pin                           | Aleister Black & Ricochet | Pin                |                                |                                |  |                    |                                |                                |  |
|  | Aleister Black & Ricochet                        | Pin                           |                           |                    |                                |                                |  |                    |                                |                                |  |
|  | Fabian Aichner & Marcel Barthel                  | 8:17                          |                           |                    |                                |                                |  |                    |                                |                                |  |
|  | Fabian Aichner & Marcel Barthel                  | 8:17                          |                           |                    |                                |                                |  |                    |                                |                                |  |
|  |                                                  |                               |                           |                    |                                |                                |  |                    |                                |                                |  |

### 2020
La edición 2020 del torneo se caracteriza por contar nuevamente con ocho parejas participantes de los cuales en esta ocasión, cuatro serán de NXT y los otros cuatro serán de NXT UK respectivamente.
|  | Cuartos de final                                             | Cuartos de final                   |                         |       | Semifinales                    | Semifinales                    |     |  | Final                          | Final                          |  |
|  | emitido el 8 y 15 de enero de 2020                           | emitido el 8 y 15 de enero de 2020 |                         |       | emitido el 22 de enero de 2020 | emitido el 22 de enero de 2020 |     |  | emitido el 29 de enero de 2020 | emitido el 29 de enero de 2020 |  |
|  |                                                              |                                    |                         |       |                                |                                |     |  |                                |                                |  |
|  |                                                              |                                    |                         |       |                                |                                |     |  |                                |                                |  |
|  | Imperium (Fabian Aichner & Marcel Barthel)                   | Pin                                |                         |       |                                |                                |     |  |                                |                                |  |
|  | Imperium (Fabian Aichner & Marcel Barthel)                   | Pin                                |                         |       |                                |                                |     |  |                                |                                |  |
|  | The Forgotten Sons (Steve Cutler & Wesley Blake)             |                                    |                         |       |                                |                                |     |  |                                |                                |  |
|  |                                                              | Imperium                           |                         |       |                                |                                |     |  |                                |                                |  |
|  |                                                              |                                    |                         |       |                                |                                |     |  |                                |                                |  |
|  |                                                              |                                    | The Broserweights       | Pin   |                                |                                |     |  |                                |                                |  |
|  | The Broserweights (Matt Riddle & Pete Dunne)                 | Pin                                | The Broserweights       | Pin   |                                |                                |     |  |                                |                                |  |
|  | The Broserweights (Matt Riddle & Pete Dunne)                 | Pin                                |                         |       |                                |                                |     |  |                                |                                |  |
|  | South Wales Subculture (Mark Andrews & Flash Morgan Webster) |                                    |                         |       |                                |                                |     |  |                                |                                |  |
|  |                                                              |                                    |                         |       |                                | The Broserweights              | Pin |  |                                |                                |  |
|  |                                                              |                                    |                         |       |                                |                                | Pin |  |                                |                                |  |
|  |                                                              |                                    | Grizzled Young Veterans | 17:39 |                                |                                |     |  |                                |                                |  |
|  | Grizzled Young Veterans (James Drake & Zack Gibson)          | Pin                                | Grizzled Young Veterans | 17:39 |                                |                                |     |  |                                |                                |  |
|  | Grizzled Young Veterans (James Drake & Zack Gibson)          | Pin                                |                         |       |                                |                                |     |  |                                |                                |  |
|  | KUSHIDA & Alex Shelley                                       |                                    |                         |       |                                |                                |     |  |                                |                                |  |
|  |                                                              | Grizzled Young Veterans            | Pin                     |       |                                |                                |     |  |                                |                                |  |
|  |                                                              |                                    | Pin                     |       |                                |                                |     |  |                                |                                |  |
|  |                                                              |                                    | The Undisputed Era      |       |                                |                                |     |  |                                |                                |  |
|  | Gallus (Mark Coffey & Wolfgang)                              |                                    |                         |       |                                |                                |     |  |                                |                                |  |
|  |                                                              |                                    |                         |       |                                |                                |     |  |                                |                                |  |
|  | The Undisputed Era (Bobby Fish & Kyle O'Reilly)              | Pin                                |                         |       |                                |                                |     |  |                                |                                |  |
|  | The Undisputed Era (Bobby Fish & Kyle O'Reilly)              | Pin                                |                         |       |                                |                                |     |  |                                |                                |  |
|  |                                                              |                                    |                         |       |                                |                                |     |  |                                |                                |  |

### 2021
La edición 2021 del torneo fue realizada con 16 parejas, algunas de ellas representan a 205 Live. A diferencia de la anterior versión, el torneo también sería transmitido en el programa semanal de 205 Live.
|  | Octavos de final                                    | Octavos de final                     |                                                     |                                                  | Cuartos de final | Cuartos de final |  |                                   | Semifinales | Semifinales |  |                                                     | Final                       | Final                       |  |
|  | 205 Live emitido el 15 y 22 de enero                | 205 Live emitido el 15 y 22 de enero |                                                     |                                                  | NXT              | NXT              |  |                                   | NXT         | NXT         |  |                                                     | NXT TakeOver: Vengeance Day | NXT TakeOver: Vengeance Day |  |
|  |                                                     |                                      |                                                     |                                                  |                  |                  |  |                                   |             |             |  |                                                     |                             |                             |  |
|  |                                                     |                                      |                                                     |                                                  |                  |                  |  |                                   |             |             |  |                                                     |                             |                             |  |
|  | The Undisputed Era (Adam Cole & Roderick Strong)    | Pin                                  |                                                     |                                                  |                  |                  |  |                                   |             |             |  |                                                     |                             |                             |  |
|  | The Undisputed Era (Adam Cole & Roderick Strong)    | Pin                                  |                                                     |                                                  |                  |                  |  |                                   |             |             |  |                                                     |                             |                             |  |
|  | Breezango (Tyler Breeze & Fandango)                 | 12:20                                |                                                     |                                                  |                  |                  |  |                                   |             |             |  |                                                     |                             |                             |  |
|  | Breezango (Tyler Breeze & Fandango)                 | 12:20                                |                                                     | The Undisputed Era (Adam Cole & Roderick Strong) | 17:05            |                  |  |                                   |             |             |  |                                                     |                             |                             |  |
|  |                                                     |                                      |                                                     | The Undisputed Era (Adam Cole & Roderick Strong) | 17:05            |                  |  |                                   |             |             |  |                                                     |                             |                             |  |
|  |                                                     |                                      | Tommaso Ciampa & Timothy Thatcher                   | Pin                                              |                  |                  |  |                                   |             |             |  |                                                     |                             |                             |  |
|  | Tony Nese & Ariya Daivari                           | 8:16                                 | Tommaso Ciampa & Timothy Thatcher                   | Pin                                              |                  |                  |  |                                   |             |             |  |                                                     |                             |                             |  |
|  | Tony Nese & Ariya Daivari                           | 8:16                                 |                                                     |                                                  |                  |                  |  |                                   |             |             |  |                                                     |                             |                             |  |
|  | Tommaso Ciampa & Timothy Thatcher                   | Pin                                  |                                                     |                                                  |                  |                  |  |                                   |             |             |  |                                                     |                             |                             |  |
|  | Tommaso Ciampa & Timothy Thatcher                   | Pin                                  |                                                     |                                                  |                  |                  |  | Tomasso Ciampa & Timothy Thatcher | 11:37       |             |  |                                                     |                             |                             |  |
|  |                                                     |                                      |                                                     |                                                  |                  |                  |  | Tomasso Ciampa & Timothy Thatcher | 11:37       |             |  |                                                     |                             |                             |  |
|  |                                                     |                                      | Grizzled Young Veterans (James Drake & Zack Gibson) | Pin                                              |                  |                  |  |                                   |             |             |  |                                                     |                             |                             |  |
|  | KUSHIDA & Leon Ruff                                 | Pin                                  | Grizzled Young Veterans (James Drake & Zack Gibson) | Pin                                              |                  |                  |  |                                   |             |             |  |                                                     |                             |                             |  |
|  | KUSHIDA & Leon Ruff                                 | Pin                                  |                                                     |                                                  |                  |                  |  |                                   |             |             |  |                                                     |                             |                             |  |
|  | The Way (Johnny Gargano & Austin Theory)            | 15:09                                |                                                     |                                                  |                  |                  |  |                                   |             |             |  |                                                     |                             |                             |  |
|  | The Way (Johnny Gargano & Austin Theory)            | 15:09                                |                                                     | KUSHIDA & Leon Ruff                              | 9:51             |                  |  |                                   |             |             |  |                                                     |                             |                             |  |
|  |                                                     |                                      |                                                     | KUSHIDA & Leon Ruff                              | 9:51             |                  |  |                                   |             |             |  |                                                     |                             |                             |  |
|  |                                                     |                                      | Grizzled Young Veterans (James Drake & Zack Gibson) | Pin                                              |                  |                  |  |                                   |             |             |  |                                                     |                             |                             |  |
|  | Ever-Rise (Chase Parker & Matt Martel)              | 7:59                                 | Grizzled Young Veterans (James Drake & Zack Gibson) | Pin                                              |                  |                  |  |                                   |             |             |  |                                                     |                             |                             |  |
|  | Ever-Rise (Chase Parker & Matt Martel)              | 7:59                                 |                                                     |                                                  |                  |                  |  |                                   |             |             |  |                                                     |                             |                             |  |
|  | Grizzled Young Veterans (James Drake & Zack Gibson) | Pin                                  |                                                     |                                                  |                  |                  |  |                                   |             |             |  |                                                     |                             |                             |  |
|  | Grizzled Young Veterans (James Drake & Zack Gibson) | Pin                                  |                                                     |                                                  |                  |                  |  |                                   |             |             |  | Grizzled Young Veterans (James Drake & Zack Gibson) | 18:26                       |                             |  |
|  |                                                     |                                      |                                                     |                                                  |                  |                  |  |                                   |             |             |  | Grizzled Young Veterans (James Drake & Zack Gibson) | 18:26                       |                             |  |
|  |                                                     |                                      | MSK (Wes Lee & Nash Carter)                         | Pin                                              |                  |                  |  |                                   |             |             |  |                                                     |                             |                             |  |
|  | MSK (Wes Lee & Nash Carter)                         | Pin                                  | MSK (Wes Lee & Nash Carter)                         | Pin                                              |                  |                  |  |                                   |             |             |  |                                                     |                             |                             |  |
|  | MSK (Wes Lee & Nash Carter)                         | Pin                                  |                                                     |                                                  |                  |                  |  |                                   |             |             |  |                                                     |                             |                             |  |
|  | Isaiah "Swerve" Scott & Jake Atlas                  | 8:42                                 |                                                     |                                                  |                  |                  |  |                                   |             |             |  |                                                     |                             |                             |  |
|  | Isaiah "Swerve" Scott & Jake Atlas                  | 8:42                                 |                                                     | MSK (Wes Lee & Nash Carter)                      | Pin              |                  |  |                                   |             |             |  |                                                     |                             |                             |  |
|  |                                                     |                                      |                                                     | MSK (Wes Lee & Nash Carter)                      | Pin              |                  |  |                                   |             |             |  |                                                     |                             |                             |  |
|  |                                                     |                                      | Drake Maverick & Killian Dain                       | 11:04                                            |                  |                  |  |                                   |             |             |  |                                                     |                             |                             |  |
|  | Drake Maverick & Killian Dain                       | Pin                                  | Drake Maverick & Killian Dain                       | 11:04                                            |                  |                  |  |                                   |             |             |  |                                                     |                             |                             |  |
|  | Drake Maverick & Killian Dain                       | Pin                                  |                                                     |                                                  |                  |                  |  |                                   |             |             |  |                                                     |                             |                             |  |
|  | August Grey & Curt Stallion                         | 10:01                                |                                                     |                                                  |                  |                  |  |                                   |             |             |  |                                                     |                             |                             |  |
|  | August Grey & Curt Stallion                         | 10:01                                |                                                     |                                                  |                  |                  |  | MSK (Wes Lee & Nash Carter)       | Pin         |             |  |                                                     |                             |                             |  |
|  |                                                     |                                      |                                                     |                                                  |                  |                  |  | MSK (Wes Lee & Nash Carter)       | Pin         |             |  |                                                     |                             |                             |  |
|  |                                                     |                                      | Legado del Fantasma (Raúl Mendoza & Joaquin Wilde)  | 9:34                                             |                  |                  |  |                                   |             |             |  |                                                     |                             |                             |  |
|  | Imperium (Fabian Aichner & Marcel Barthel)          | 13:09                                | Legado del Fantasma (Raúl Mendoza & Joaquin Wilde)  | 9:34                                             |                  |                  |  |                                   |             |             |  |                                                     |                             |                             |  |
|  | Imperium (Fabian Aichner & Marcel Barthel)          | 13:09                                |                                                     |                                                  |                  |                  |  |                                   |             |             |  |                                                     |                             |                             |  |
|  | Lucha House Party (Gran Metalik & Lince Dorado)     | Pin                                  |                                                     |                                                  |                  |                  |  |                                   |             |             |  |                                                     |                             |                             |  |
|  | Lucha House Party (Gran Metalik & Lince Dorado)     | Pin                                  |                                                     | Lucha House Party (Gran Metalik & Lince Dorado)  | 6:23             |                  |  |                                   |             |             |  |                                                     |                             |                             |  |
|  |                                                     |                                      |                                                     | Lucha House Party (Gran Metalik & Lince Dorado)  | 6:23             |                  |  |                                   |             |             |  |                                                     |                             |                             |  |
|  |                                                     |                                      | Legado del Fantasma (Raúl Mendoza & Joaquin Wilde)  | Pin                                              |                  |                  |  |                                   |             |             |  |                                                     |                             |                             |  |
|  | Legado Del Fantasma (Raúl Mendoza & Joaquin Wilde)  | Pin                                  | Legado del Fantasma (Raúl Mendoza & Joaquin Wilde)  | Pin                                              |                  |                  |  |                                   |             |             |  |                                                     |                             |                             |  |
|  | Legado Del Fantasma (Raúl Mendoza & Joaquin Wilde)  | Pin                                  |                                                     |                                                  |                  |                  |  |                                   |             |             |  |                                                     |                             |                             |  |
|  | The Bollywood Boyz (Sunil Singh & Samir Singh)      | 9:45                                 |                                                     |                                                  |                  |                  |  |                                   |             |             |  |                                                     |                             |                             |  |
|  | The Bollywood Boyz (Sunil Singh & Samir Singh)      | 9:45                                 |                                                     |                                                  |                  |                  |  |                                   |             |             |  |                                                     |                             |                             |  |
|  |                                                     |                                      |                                                     |                                                  |                  |                  |  |                                   |             |             |  |                                                     |                             |                             |  |

1. ↑  Originalmente, Ashante "Thee" Adonis & Desmond Troy formaban parte del torneo pero fueron retirados debido a una lesión de Adonis, siendo reemplazados por Ciampa y Thatcher.

### 2022
La edición 2022 del torneo será realizada con 8 parejas. Comenzará el 18 de enero de 2022 en NXT 2.0.
|  | Cuartos de final                                    | Cuartos de final |                                                     |                                                  | Semifinales  | Semifinales  |  |                             | Final                       | Final                       |  |
|  | 18 y 25 de enero                                    | 18 y 25 de enero |                                                     |                                                  | 8 de febrero | 8 de febrero |  |                             | Vengeance Day 15 de febrero | Vengeance Day 15 de febrero |  |
|  |                                                     |                  |                                                     |                                                  |              |              |  |                             |                             |                             |  |
|  |                                                     |                  |                                                     |                                                  |              |              |  |                             |                             |                             |  |
|  | MSK (Wes Lee & Nash Carter)                         | Pin              |                                                     |                                                  |              |              |  |                             |                             |                             |  |
|  | MSK (Wes Lee & Nash Carter)                         | Pin              |                                                     |                                                  |              |              |  |                             |                             |                             |  |
|  | Jacket Time (KUSHIDA & Ikemen Jiro)                 | 11:32            |                                                     |                                                  |              |              |  |                             |                             |                             |  |
|  | Jacket Time (KUSHIDA & Ikemen Jiro)                 | 11:32            |                                                     | MSK (Wes Lee & Nash Carter)                      | Pin          |              |  |                             |                             |                             |  |
|  |                                                     |                  |                                                     | MSK (Wes Lee & Nash Carter)                      | Pin          |              |  |                             |                             |                             |  |
|  |                                                     |                  | Edris Enofé & Malik Blade                           | 9:29                                             |              |              |  |                             |                             |                             |  |
|  | Edris Enofé & Malik Blade                           | Pin              | Edris Enofé & Malik Blade                           | 9:29                                             |              |              |  |                             |                             |                             |  |
|  | Edris Enofé & Malik Blade                           | Pin              |                                                     |                                                  |              |              |  |                             |                             |                             |  |
|  | Legado Del Fantasma (Raúl Mendoza & Joaquin Wilde)  | 3:17             |                                                     |                                                  |              |              |  |                             |                             |                             |  |
|  | Legado Del Fantasma (Raúl Mendoza & Joaquin Wilde)  | 3:17             |                                                     |                                                  |              |              |  | MSK (Wes Lee & Nash Carter) | 9:36                        |                             |  |
|  |                                                     |                  |                                                     |                                                  |              |              |  | MSK (Wes Lee & Nash Carter) | 9:36                        |                             |  |
|  |                                                     |                  | The Creed Brothers (Brutus Creed & Julius Creed)    | Pin                                              |              |              |  |                             |                             |                             |  |
|  | Josh Briggs & Brooks Jensen                         | 5:33             | The Creed Brothers (Brutus Creed & Julius Creed)    | Pin                                              |              |              |  |                             |                             |                             |  |
|  | Josh Briggs & Brooks Jensen                         | 5:33             |                                                     |                                                  |              |              |  |                             |                             |                             |  |
|  | The Creed Brothers (Brutus Creed & Julius Creed)    | Pin              |                                                     |                                                  |              |              |  |                             |                             |                             |  |
|  | The Creed Brothers (Brutus Creed & Julius Creed)    | Pin              |                                                     | The Creed Brothers (Brutus Creed & Julius Creed) | Pin          |              |  |                             |                             |                             |  |
|  |                                                     |                  |                                                     | The Creed Brothers (Brutus Creed & Julius Creed) | Pin          |              |  |                             |                             |                             |  |
|  |                                                     |                  | Grizzled Young Veterans (James Drake & Zack Gibson) | 12:03                                            |              |              |  |                             |                             |                             |  |
|  | Grizzled Young Veterans (James Drake & Zack Gibson) | Pin              | Grizzled Young Veterans (James Drake & Zack Gibson) | 12:03                                            |              |              |  |                             |                             |                             |  |
|  | Grizzled Young Veterans (James Drake & Zack Gibson) | Pin              |                                                     |                                                  |              |              |  |                             |                             |                             |  |
|  | Chase University (Andre Chase & Bodhi Hayward)      | 5:11             |                                                     |                                                  |              |              |  |                             |                             |                             |  |
|  | Chase University (Andre Chase & Bodhi Hayward)      | 5:11             |                                                     |                                                  |              |              |  |                             |                             |                             |  |
|  |                                                     |                  |                                                     |                                                  |              |              |  |                             |                             |                             |  |

1. ↑  Enofé & Blade derrotaron a Joe Gacy & Harland por descalificación para clasificar al Dusty Rhodes Tag Team Classic en el NXT 2.0 del 11 de enero.

### 2024
La edición 2024 será realizada con 8 parejas, donde comenzaría el 9 de enero de 2024 en NXT.
|  | Cuartos de final                                   | Cuartos de final |                                                    |                              | Semifinales | Semifinales |  |                              | Final                          | Final                          |  |
|  | 9 y 16 de enero                                    | 9 y 16 de enero  |                                                    |                              | 23 de enero | 23 de enero |  |                              | NXT Vengeance Day 4 de febrero | NXT Vengeance Day 4 de febrero |  |
|  |                                                    |                  |                                                    |                              |             |             |  |                              |                                |                                |  |
|  |                                                    |                  |                                                    |                              |             |             |  |                              |                                |                                |  |
|  | Bron Breakker & Baron Corbin                       | Pin              |                                                    |                              |             |             |  |                              |                                |                                |  |
|  | Bron Breakker & Baron Corbin                       | Pin              |                                                    |                              |             |             |  |                              |                                |                                |  |
|  | Gallus (Mark Coffey & Wolfgang)                    | 10:54            |                                                    |                              |             |             |  |                              |                                |                                |  |
|  | Gallus (Mark Coffey & Wolfgang)                    | 10:54            |                                                    | Bron Breakker & Baron Corbin | Pin         |             |  |                              |                                |                                |  |
|  |                                                    |                  |                                                    | Bron Breakker & Baron Corbin | Pin         |             |  |                              |                                |                                |  |
|  |                                                    |                  | Axiom & Nathan Frazer                              | 12:04                        |             |             |  |                              |                                |                                |  |
|  | Hank Walker & Tank Ledger                          | 4:45             | Axiom & Nathan Frazer                              | 12:04                        |             |             |  |                              |                                |                                |  |
|  | Hank Walker & Tank Ledger                          | 4:45             |                                                    |                              |             |             |  |                              |                                |                                |  |
|  | Axiom & Nathan Frazer                              | Pin              |                                                    |                              |             |             |  |                              |                                |                                |  |
|  | Axiom & Nathan Frazer                              | Pin              |                                                    |                              |             |             |  | Bron Breakker & Baron Corbin | Pin                            |                                |  |
|  |                                                    |                  |                                                    |                              |             |             |  | Bron Breakker & Baron Corbin | Pin                            |                                |  |
|  |                                                    |                  | Trick Melo Gang (Carmelo Hayes & Trick Williams)   | 14:45                        |             |             |  |                              |                                |                                |  |
|  | Chase University (Duke Hudson & Riley Osborne)     | 9:43             | Trick Melo Gang (Carmelo Hayes & Trick Williams)   | 14:45                        |             |             |  |                              |                                |                                |  |
|  | Chase University (Duke Hudson & Riley Osborne)     | 9:43             |                                                    |                              |             |             |  |                              |                                |                                |  |
|  | Latino World Order (Cruz del Toro & Joaquin Wilde) | Pin              |                                                    |                              |             |             |  |                              |                                |                                |  |
|  | Latino World Order (Cruz del Toro & Joaquin Wilde) | Pin              | Latino World Order (Cruz del Toro & Joaquin Wilde) |                              |             |             |  |                              |                                |                                |  |
|  |                                                    |                  |                                                    |                              |             |             |  |                              |                                |                                |  |
|  |                                                    |                  | Trick Melo Gang (Carmelo Hayes & Trick Williams)   |                              |             |             |  |                              |                                |                                |  |
|  | Edris Enofé & Malik Blade                          | 12:08            |                                                    |                              |             |             |  |                              |                                |                                |  |
|  | Edris Enofé & Malik Blade                          | 12:08            |                                                    |                              |             |             |  |                              |                                |                                |  |
|  | Trick Melo Gang (Carmelo Hayes & Trick Williams)   | Pin              |                                                    |                              |             |             |  |                              |                                |                                |  |
|  | Trick Melo Gang (Carmelo Hayes & Trick Williams)   | Pin              |                                                    |                              |             |             |  |                              |                                |                                |  |
|  |                                                    |                  |                                                    |                              |             |             |  |                              |                                |                                |  |

## Dusty Rhodes Women's Tag Team Classic

### 2021
Se anunció la primera versión femenina del Dusty Rhodes Tag Team Team Classic, el cual se llevaría a cabo dentro del programa semanal de NXT. Dio comienzo el 20 de enero de 2021 durante las grabaciones de NXT. Se anunció también que, las ganadoras del torneo obtendrán una lucha titular por los Campeonatos Femeninos en Parejas de la WWE.
|  | Cuartos de final                                                                | Cuartos de final                                                                |                                |                                         | Semifinales                       | Semifinales                       |  |                                | Final                                               | Final                                               |  |
|  | NXT del 20 y 27 de enero de 2021 y 205 Live emitido el 22 y 29 de enero de 2021 | NXT del 20 y 27 de enero de 2021 y 205 Live emitido el 22 y 29 de enero de 2021 |                                |                                         | NXT del 3 y 10 de febrero de 2021 | NXT del 3 y 10 de febrero de 2021 |  |                                | NXT TakeOver: Vengeance Day (14 de febrero de 2021) | NXT TakeOver: Vengeance Day (14 de febrero de 2021) |  |
|  |                                                                                 |                                                                                 |                                |                                         |                                   |                                   |  |                                |                                                     |                                                     |  |
|  |                                                                                 |                                                                                 |                                |                                         |                                   |                                   |  |                                |                                                     |                                                     |  |
|  | The Way (Candice LeRae & Indi Hartwell)                                         | Pin                                                                             |                                |                                         |                                   |                                   |  |                                |                                                     |                                                     |  |
|  | The Way (Candice LeRae & Indi Hartwell)                                         | Pin                                                                             |                                |                                         |                                   |                                   |  |                                |                                                     |                                                     |  |
|  | Gigi Dolin & Cora Jade                                                          | 5:56                                                                            |                                |                                         |                                   |                                   |  |                                |                                                     |                                                     |  |
|  | Gigi Dolin & Cora Jade                                                          | 5:56                                                                            |                                | The Way (Candice LeRae & Indi Hartwell) | 14:19                             |                                   |  |                                |                                                     |                                                     |  |
|  |                                                                                 |                                                                                 |                                | The Way (Candice LeRae & Indi Hartwell) | 14:19                             |                                   |  |                                |                                                     |                                                     |  |
|  |                                                                                 |                                                                                 | Shotzi Blackheart & Ember Moon | Pin                                     |                                   |                                   |  |                                |                                                     |                                                     |  |
|  | Shotzi Blackheart & Ember Moon                                                  | Pin                                                                             | Shotzi Blackheart & Ember Moon | Pin                                     |                                   |                                   |  |                                |                                                     |                                                     |  |
|  | Shotzi Blackheart & Ember Moon                                                  | Pin                                                                             |                                |                                         |                                   |                                   |  |                                |                                                     |                                                     |  |
|  | Marina Shafir & Zoey Stark                                                      | 8:46                                                                            |                                |                                         |                                   |                                   |  |                                |                                                     |                                                     |  |
|  | Marina Shafir & Zoey Stark                                                      | 8:46                                                                            |                                |                                         |                                   |                                   |  | Shotzi Blackheart & Ember Moon | 17:40                                               |                                                     |  |
|  |                                                                                 |                                                                                 |                                |                                         |                                   |                                   |  | Shotzi Blackheart & Ember Moon | 17:40                                               |                                                     |  |
|  |                                                                                 |                                                                                 | Dakota Kai & Raquel González   | Pin                                     |                                   |                                   |  |                                |                                                     |                                                     |  |
|  | Toni Storm & Mercedes Martinez                                                  | 12:20                                                                           | Dakota Kai & Raquel González   | Pin                                     |                                   |                                   |  |                                |                                                     |                                                     |  |
|  | Toni Storm & Mercedes Martinez                                                  | 12:20                                                                           |                                |                                         |                                   |                                   |  |                                |                                                     |                                                     |  |
|  | Kacy Catanzaro & Kayden Carter                                                  | Pin                                                                             |                                |                                         |                                   |                                   |  |                                |                                                     |                                                     |  |
|  | Kacy Catanzaro & Kayden Carter                                                  | Pin                                                                             |                                | Kacy Catanzaro & Kayden Carter          | 13:01                             |                                   |  |                                |                                                     |                                                     |  |
|  |                                                                                 |                                                                                 |                                | Kacy Catanzaro & Kayden Carter          | 13:01                             |                                   |  |                                |                                                     |                                                     |  |
|  |                                                                                 |                                                                                 | Dakota Kai & Raquel González   | Pin                                     |                                   |                                   |  |                                |                                                     |                                                     |  |
|  | Aliyah & Jessi Kamea                                                            | 5:56                                                                            | Dakota Kai & Raquel González   | Pin                                     |                                   |                                   |  |                                |                                                     |                                                     |  |
|  | Aliyah & Jessi Kamea                                                            | 5:56                                                                            |                                |                                         |                                   |                                   |  |                                |                                                     |                                                     |  |
|  | Dakota Kai & Raquel González                                                    | Pin                                                                             |                                |                                         |                                   |                                   |  |                                |                                                     |                                                     |  |
|  | Dakota Kai & Raquel González                                                    | Pin                                                                             |                                |                                         |                                   |                                   |  |                                |                                                     |                                                     |  |
|  |                                                                                 |                                                                                 |                                |                                         |                                   |                                   |  |                                |                                                     |                                                     |  |

1. ↑  Originalmente, Kai y González, obtuvieron su oportunidad titular y se enfrentaron a las Campeonas en Parejas de la WWE, Nia Jax y Shayna Baszler, representantes de Raw. Durante el encuentro, el árbitro fue noqueado accidentalmente, por lo que el oficial de WWE Adam Pearce envió un segundo árbitro para que éste declare ganadoras a Jax y a Baszler después de forzar a rendirse a Kai, aunque ésta no era la mujer legal dentro de la lucha. Esto llevó a una discusión entre bastidores entre Pearce y el gerente general de NXT, William Regal. Y como consecuencia, fue creado el Campeonato Femenino en Parejas de NXT donde Kai y González fueron declaradas las primeras campeonas.

### 2022
La segunda versión femenina del Dusty Rhodes Tag Team Team Classic fue anunciada junto a su contraparte. Comenzará en el mes de febrero de 2022. Las ganadoras de esta edición recibirán una oportunidad por los Campeonatos Femeninos en Parejas de NXT
|  | Cuartos de final                     | Cuartos de final                     |                                |                         | Semifinales                        | Semifinales                        |  |                         | Final                         | Final                         |  |
|  | NXT 2.0 (22 de febrero y 1 de marzo) | NXT 2.0 (22 de febrero y 1 de marzo) |                                |                         | NXT Roadblock (8 de marzo de 2022) | NXT Roadblock (8 de marzo de 2022) |  |                         | NXT 2.0 (22 de marzo de 2022) | NXT 2.0 (22 de marzo de 2022) |  |
|  |                                      |                                      |                                |                         |                                    |                                    |  |                         |                               |                               |  |
|  |                                      |                                      |                                |                         |                                    |                                    |  |                         |                               |                               |  |
|  | Io Shirai & Kay Lee Ray              | Pin                                  |                                |                         |                                    |                                    |  |                         |                               |                               |  |
|  | Io Shirai & Kay Lee Ray              | Pin                                  |                                |                         |                                    |                                    |  |                         |                               |                               |  |
|  | Lash Legend & Amari Miller           | 2:44                                 |                                |                         |                                    |                                    |  |                         |                               |                               |  |
|  | Lash Legend & Amari Miller           | 2:44                                 |                                | Io Shirai & Kay Lee Ray | Pin                                |                                    |  |                         |                               |                               |  |
|  |                                      |                                      |                                | Io Shirai & Kay Lee Ray | Pin                                |                                    |  |                         |                               |                               |  |
|  |                                      |                                      | Kacy Catanzaro & Kayden Carter | 7:59                    |                                    |                                    |  |                         |                               |                               |  |
|  | Ivy Nile & Tatum Paxley              | 3:26                                 | Kacy Catanzaro & Kayden Carter | 7:59                    |                                    |                                    |  |                         |                               |                               |  |
|  | Ivy Nile & Tatum Paxley              | 3:26                                 |                                |                         |                                    |                                    |  |                         |                               |                               |  |
|  | Kacy Catanzaro & Kayden Carter       | Pin                                  |                                |                         |                                    |                                    |  |                         |                               |                               |  |
|  | Kacy Catanzaro & Kayden Carter       | Pin                                  |                                |                         |                                    |                                    |  | Io Shirai & Kay Lee Ray | Pin                           |                               |  |
|  |                                      |                                      |                                |                         |                                    |                                    |  | Io Shirai & Kay Lee Ray | Pin                           |                               |  |
|  |                                      |                                      | Dakota Kai & Wendy Choo        |                         |                                    |                                    |  |                         |                               |                               |  |
|  | Indi Hartwell & Persia Pirotta       | 5:21                                 |                                |                         |                                    |                                    |  |                         |                               |                               |  |
|  | Indi Hartwell & Persia Pirotta       | 5:21                                 |                                |                         |                                    |                                    |  |                         |                               |                               |  |
|  | Dakota Kai & Wendy Choo              | Pin                                  |                                |                         |                                    |                                    |  |                         |                               |                               |  |
|  | Dakota Kai & Wendy Choo              | Pin                                  |                                | Dakota Kai & Wendy Choo | Pin                                |                                    |  |                         |                               |                               |  |
|  |                                      |                                      |                                | Dakota Kai & Wendy Choo | Pin                                |                                    |  |                         |                               |                               |  |
|  |                                      |                                      | Cora Jade & Raquel González    | 10:42                   |                                    |                                    |  |                         |                               |                               |  |
|  | Cora Jade & Raquel González          | Pin                                  | Cora Jade & Raquel González    | 10:42                   |                                    |                                    |  |                         |                               |                               |  |
|  | Cora Jade & Raquel González          | Pin                                  |                                |                         |                                    |                                    |  |                         |                               |                               |  |
|  | Valentina Feroz & Yulisa Leon        | 4:47                                 |                                |                         |                                    |                                    |  |                         |                               |                               |  |
|  | Valentina Feroz & Yulisa Leon        | 4:47                                 |                                |                         |                                    |                                    |  |                         |                               |                               |  |
|  |                                      |                                      |                                |                         |                                    |                                    |  |                         |                               |                               |  |

1. ↑  Habiendo ganado el torneo, tanto Shirai como Ray intercambiaron su oportunidad titular por los Campeonatos Femeninos en Parejas de NXT por otra en dirección al Campeonato Femenino de NXT de forma individual ante la campeona Mandy Rose y la retadora Cora Jade.

## Datos generales

### Participantes masculinos
El color violeta ██ indica las superestrellas que fueron parte del Cruiserweight Classic y de 205 Live, el color beige ██ indica las superestrellas que son parte de NXT UK, el color rojo ██ indica las superestrellas que son parte de Raw, el color azul ██ indica las superestrellas que son parte de SmackDown.

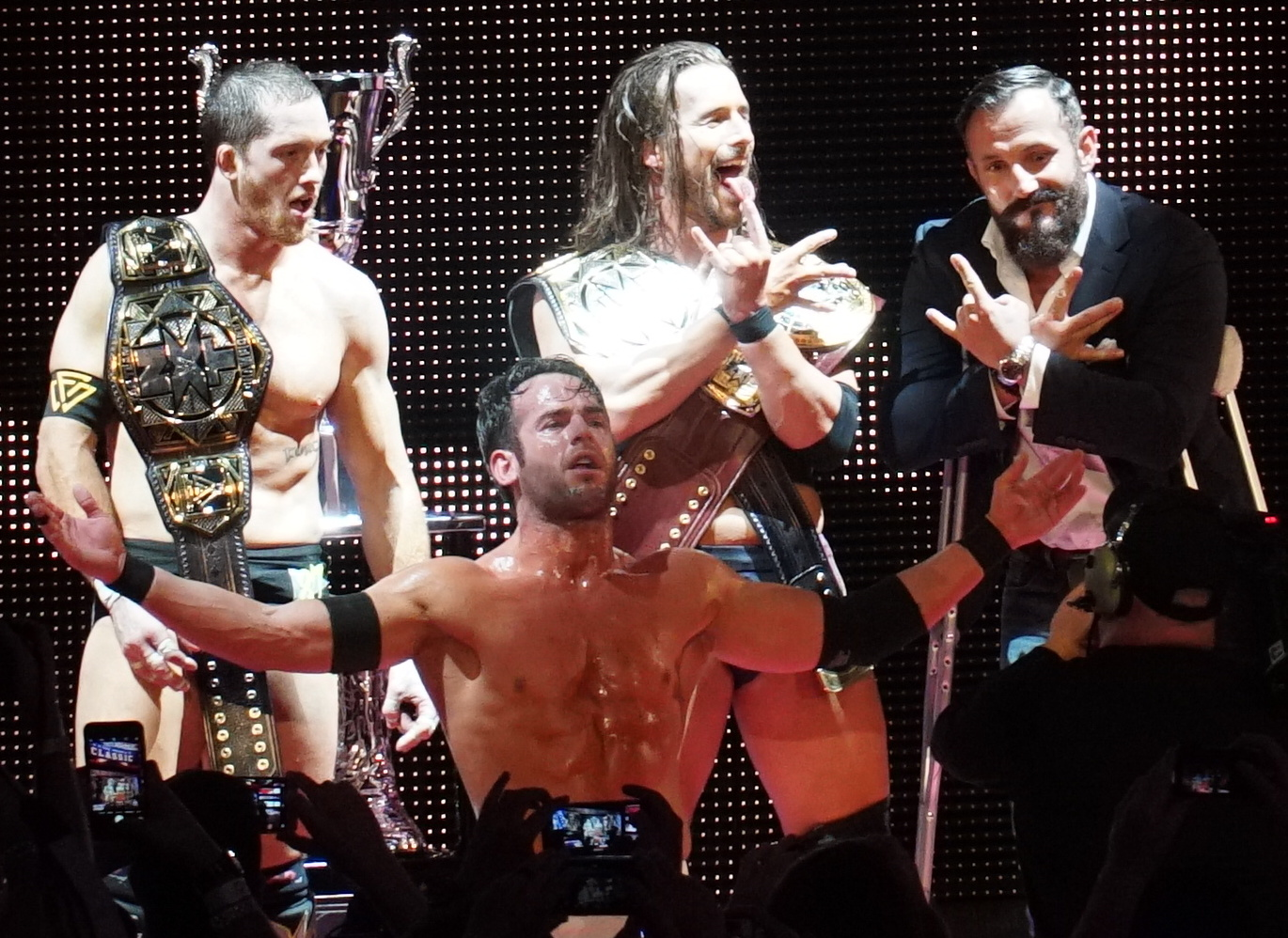
El stable con más participaciones es The Undisputed Era, con cuatro consecutivamente, desde 2018 hasta 2021.

| Luchador                   | 2015 | 2016 | 2018 | 2019 | 2020 | 2021 | 2022 | 2024 |
| -------------------------- | ---- | ---- | ---- | ---- | ---- | ---- | ---- | ---- |
| Adam Cole                  |      |      | Ganó |      |      | Sí   |      |      |
| Aiden English              | Sí   |      |      |      |      |      |      |      |
| Akam                       |      | Ganó | Sí   |      |      |      |      |      |
| Alex Shelley               |      |      |      |      |      | Sí   |      |      |
| Alexander Wolfe            | Sí   | Sí   | Sí   |      |      |      |      |      |
| Aleister Black             |      |      |      |      | Ganó |      |      |      |
| Andrade "Cien" Almas       |      | Sí   |      |      |      |      |      |      |
| Andre Chase                |      |      |      |      |      |      | Sí   |      |
| Angelo Dawkins             | Sí   |      | Sí   | Sí   |      |      |      |      |
| August Grey                |      |      |      |      |      | Sí   |      |      |
| Austin Aries               |      | Sí   |      |      |      |      |      |      |
| Austin Theory              |      |      |      |      |      | Sí   |      |      |
| Axiom                      |      |      |      |      |      |      |      | Sí   |
| Baron Corbin               | Sí   |      |      |      |      |      |      | Ganó |
| Bobby Roode                |      | Sí   |      |      |      |      |      |      |
| Bobby Fish                 |      |      |      | Sí   | Sí   |      |      |      |
| Bodhi Hayward              |      |      |      |      |      |      | Sí   |      |
| Bron Breakker              |      |      |      |      |      |      |      | Ganó |
| Brooks Jensen              |      |      |      |      |      |      | Sí   |      |
| Brutus Creed               |      |      |      |      |      |      | Ganó |      |
| Buddy Murphy               | Sí   |      |      |      |      |      |      |      |
| Bull Dempsey               | Sí   |      |      |      |      |      |      |      |
| Carmelo Hayes              |      |      |      |      |      |      |      | Sí   |
| Cedric Alexander           |      | Sí   |      |      |      |      |      |      |
| Chad Gable                 | Sí   |      |      |      |      |      |      |      |
| Chase Parker               |      |      |      |      |      | Sí   |      |      |
| Colin Cassidy              | Sí   |      |      |      |      |      |      |      |
| Curt Stallion              |      |      |      |      |      | Sí   |      |      |
| Dash Wilder                | Sí   | Sí   |      |      |      |      |      |      |
| Danny Burch                |      |      | Sí   | Sí   |      |      |      |      |
| Drake Maverick             |      |      |      |      |      | Sí   |      |      |
| Drew Gulak                 |      | Sí   |      |      |      |      |      |      |
| Duke Hudson                |      |      |      |      |      |      |      | Sí   |
| Edris Enofé                |      |      |      |      |      |      | Sí   | Sí   |
| Elias Samson               | Sí   |      |      |      |      |      |      |      |
| Enzo Amore                 | Sí   |      |      |      |      |      |      |      |
| Eric Young                 |      |      | Sí   |      |      |      |      |      |
| Fabian Aichner             |      |      |      | Sí   | Sí   | Sí   |      |      |
| Fandango                   |      |      |      |      |      | Sí   |      |      |
| Finn Bálor                 | Ganó |      |      |      |      |      |      |      |
| Flash Morgan Webster       |      |      |      |      | Sí   |      |      |      |
| Gran Metalik               |      |      |      |      |      | Sí   |      |      |
| Gurv Sihra/Sunil Singh     |      | Sí   |      |      |      | Sí   |      |      |
| Hank Walker                |      |      |      |      |      |      |      | Sí   |
| Harv Sihra/Samir Singh     |      | Sí   |      |      |      | Sí   |      |      |
| Ho Ho Lun                  |      | Sí   |      |      |      |      |      |      |
| Ikemen Jiro                |      |      |      |      |      |      | Sí   |      |
| Isaiah "Swerve" Scott      |      |      |      |      |      | Sí   |      |      |
| Jake Atlas                 |      |      |      |      |      | Sí   |      |      |
| James Drake                |      |      |      |      | Sí   | Sí   | Sí   |      |
| Jason Jordan               | Sí   |      |      |      |      |      |      |      |
| Joaquin Wilde              |      |      |      |      |      | Sí   | Sí   | Sí   |
| Johnny Gargano             | Sí   | Sí   |      | Sí   |      | Sí   |      |      |
| Josh Briggs                |      |      |      |      |      |      | Sí   |      |
| Julius Creed               |      |      |      |      |      |      | Ganó |      |
| Kalisto                    | Sí   |      |      |      |      |      |      |      |
| Killian Dain               |      |      |      |      |      | Sí   |      |      |
| Konnor                     | Sí   |      |      |      |      |      |      |      |
| Kota Ibushi                |      | Sí   |      |      |      |      |      |      |
| Kushida                    |      |      |      |      | Sí   | Sí   | Sí   |      |
| Kyle O'Reilly              |      |      | Ganó | Sí   | Sí   |      |      |      |
| Leon Ruff                  |      |      |      |      |      | Sí   |      |      |
| Lince Dorado               |      | Sí   |      |      |      | Sí   |      |      |
| Malik Blade                |      |      |      |      |      |      | Sí   | Sí   |
| Marcel Barthel             |      |      |      | Sí   | Sí   | Sí   |      |      |
| Mark Andrews               |      |      |      |      | Sí   |      |      |      |
| Mark Coffey                |      |      |      |      | Sí   |      |      | Sí   |
| Matt Riddle                |      |      |      |      | Ganó |      |      |      |
| Matt Martel                |      |      |      |      |      | Sí   |      |      |
| Mojo Rawley                | Sí   |      |      |      |      |      |      |      |
| Montez Ford                |      |      | Sí   | Sí   |      |      |      |      |
| Mustafa Ali                |      | Sí   |      |      |      |      |      |      |
| Nash Carter                |      |      |      |      |      | Ganó | Sí   |      |
| Nathan Frazer              |      |      |      |      |      |      |      | Sí   |
| No Way Jose                |      | Sí   |      |      |      |      |      |      |
| Noah Kekoa                 | Sí   |      |      |      |      |      |      |      |
| Neville                    | Sí   |      |      |      |      |      |      |      |
| Nick Miller                |      | Sí   | Sí   |      |      |      |      |      |
| Oney Lorcan                |      |      | Sí   | Sí   |      |      |      |      |
| Otis Dozovic               |      | Sí   | Sí   |      |      |      |      |      |
| Pete Dunne                 |      |      | Sí   |      | Ganó |      |      |      |
| Raúl Mendoza/Cruz Del Toro |      |      |      |      |      | Sí   | Sí   | Sí   |
| Rezar                      |      | Ganó | Sí   |      |      |      |      |      |
| Ricochet                   |      |      |      | Ganó |      |      |      |      |
| Rhyno                      | Sí   |      |      |      |      |      |      |      |
| Rich Swann                 |      | Sí   |      |      |      |      |      |      |
| Riddick Moss               |      | Sí   | Sí   |      |      |      |      |      |
| Riley Osbourne             |      |      |      |      |      |      |      | Sí   |
| Roderick Strong            |      | Sí   | Sí   |      |      | Sí   |      |      |
| Samoa Joe                  | Ganó |      |      |      |      |      |      |      |
| Sawyer Fulton              | Sí   | Sí   |      |      |      |      |      |      |
| Scott Dawson               | Sí   | Sí   |      |      |      |      |      |      |
| Shane Thorne               |      | Sí   | Sí   |      |      |      |      |      |
| Sin Cara                   | Sí   |      |      |      |      |      |      |      |
| Simon Gotch                | Sí   |      |      |      |      |      |      |      |
| Solomon Crowe              | Sí   |      |      |      |      |      |      |      |
| Steve Cutler               |      |      |      | Sí   | Sí   |      |      |      |
| Tank Ledger                |      |      |      |      |      |      |      | Sí   |
| Tian Bing                  |      | Sí   |      |      |      |      |      |      |
| Timothy Thatcher           |      |      |      |      |      | Sí   |      |      |
| Tino Sabbatelli            |      | Sí   | Sí   |      |      |      |      |      |
| T.J. Perkins               |      | Sí   |      |      |      |      |      |      |
| Tommaso Ciampa             | Sí   | Sí   |      | Sí   |      | Sí   |      |      |
| Tony Nese                  |      | Sí   |      |      |      |      |      |      |
| Trent Seven                |      |      |      | Sí   |      |      |      |      |
| Trick Williams             |      |      |      |      |      |      |      | Sí   |
| Tucker Knight              | Sí   | Sí   | Sí   |      |      |      |      |      |
| Tye Dillinger              |      | Sí   |      |      |      |      |      |      |
| Tyler Bate                 |      |      |      | Sí   |      |      |      |      |
| Tyler Breeze               | Sí   |      |      |      |      | Sí   |      |      |
| Viktor                     | Sí   |      |      |      |      |      |      |      |
| Wes Lee                    |      |      |      |      |      | Ganó | Sí   |      |
| Wesley Blake               | Sí   |      |      | Sí   | Sí   |      |      |      |
| Wolfgang                   |      |      |      |      | Sí   |      |      | Sí   |
| Zack Gibson                |      |      |      |      | Sí   | Sí   | Sí   |      |
| Zack Ryder                 | Sí   |      |      |      |      |      |      |      |

### Participantes femeninas
| Luchador          | 2021 | 2022 |
| ----------------- | ---- | ---- |
| Aliyah            | Sí   |      |
| Amari Miller      |      | Sí   |
| Candice LeRae     | Sí   |      |
| Cora Jade         | Sí   | Sí   |
| Dakota Kai        | Ganó | Sí   |
| Ember Moon        | Sí   |      |
| Gigi Dolin        | Sí   |      |
| Indi Hartwell     | Sí   | Sí   |
| Io Shirai         |      | Ganó |
| Ivy Nile          |      | Sí   |
| Jessi Kamea       | Sí   |      |
| Kacy Catanzaro    | Sí   | Sí   |
| Kay Lee Ray       |      | Ganó |
| Kayden Carter     | Sí   | Sí   |
| Lash Legend       |      | Sí   |
| Marina Shafir     | Sí   |      |
| Mercedes Martinez | Sí   |      |
| Persia Pirotta    |      | Sí   |
| Raquel González   | Ganó | Sí   |
| Shotzi Blackheart | Sí   |      |
| Tatum Paxley      |      | Sí   |
| Toni Storm        | Sí   |      |
| Valentina Feroz   |      | Sí   |
| Wendy Choo        |      | Sí   |
| Yulisa Leon       |      | Sí   |
| Zoey Stark        | Sí   |      |